# Po sexu
Po sexu (v originále After Sex) je americký hraný film z roku 2007, který režíroval Eric Amadio. V povídkovém filmu vede osm různých dvojic rozhovor po sexu. Snímek měl světovou premiéru dne 19. února 2007.

## Děj
Christopher a Leslie jsou kamarádi, kteří spolu mají pravidelně sex bez závazků. Po jednom svém setkání debatují a hádají se o smyslu jejich vztahu a povaze sexu a lásky.
Dva vysokoškoláci, se po sexu hádají kvůli Jayovi, který nechce nikomu sdělit, že je gay.
Kristy a Sam jsou náctiletý pár, oba právě měli poprvé sex v Kristyině ložnici. Sam se ale musí rychle schovat, když se Kristyina matka objeví, aby si s dcerou promluvila o sexu.
Nikki a Kat jsou dvě spolubydlící z vysoké školy, které jsou v neformálním sexuálním vztahu, ale Nikki trvá na tom, že není lesba a orální sex má ráda jen proto, že ho Kat předvádí lépe než muž.
Trudy a Gene jsou pár středního věku, který má sex v přírodním parku a během procházky zpět mluví o tom, jak se poprvé setkali na orgiích během „sexuální revoluce“ v 70. letech, a o svých dětech, které by jistě nepochopily jejich aktivní sexuální životní styl.
Neil a Bob jsou třicátníci a udržují spolu utajený poměr. Po sexu v Neilově bytě odveze Neil Boba domů a během jízdy diskutují o svých rolích gayů, protože oba mají odlišné zázemí a kariéry. Neil je zpěvák rockové kapely a Bob je středoškolský fotbalový trenér.
David a Jordy jsou bývalý pár, který se sešel v levném motelu kvůli sexu, kde David hájí svou nevěru, zatímco Jordy nedokáže pustit svého bývalého, i když věděla o jeho podvádění.
Marco a Alanna jsou dva cizinci, kteří mají sex po setkání v nočním klubu. Později dorazí do Marcova podkroví, kde Marco zjistí, že Alanna pracuje jako eskort a má ráda sex s cizími lidmi za peníze.

## Obsazení
| Marc Blucas         | Christopher |
| Jose Pablo Cantillo | Marco       |
| Emmanuelle Chriqui  | Jordy       |
| James DeBello       | Bob         |
| Noel Fisher         | Jay         |
| Dave Franco         | Sam         |
| Mila Kunis          | Nikki       |
| Taryn Manning       | Alanna      |
| Zoe Saldana         | Kat         |
| Jane Seymour        | Janet       |
| John Witherspoon    | Gene        |